# تاو غايغن هارت
تاو غايغن هارت (بالإنجليزية: Tao Geoghegan Hart)‏ (و. 1995  م) هو راكب دراجة هوائية بريطاني، ولد في لندن.

## سباقات أو مراحل فاز بها
| التاريخ        | السباق                                                                | المركز                                           |
| -------------- | --------------------------------------------------------------------- | ------------------------------------------------ |
| 07 أبريل 2013  | Paris-Roubaix Juniors 2013                                            |                                                  |
| 19 أبريل 2014  | 2014 U23 Liège–Bastogne–Liège                                         |                                                  |
| 30 أغسطس 2014  | تور دي أفينير 2014                                                    | العاشر في التصنيف العام                          |
| 18 أبريل 2015  | لييج-باستون-لييج تحت سنة 2015                                         |                                                  |
| 17 مايو 2015   | طواف كاليفورنيا 2015                                                  | الثاني في تصنيف أفضل شاب                         |
| 09 أغسطس 2015  | طواف يوتا 2015                                                        | الثالث في تصنيف أفضل شاب                         |
| 23 أغسطس 2015  | يو إس إيه برو تشالنج 2015                                             | الأول في تصنيف أفضل شاب، السابع في التصنيف العام |
| 03 أبريل 2016  | تروفيو بانكا بوبولار دي فيتشنزا 2016                                  | الفائز في التصنيف العام                          |
| 22 مايو 2016   | طواف كاليفورنيا 2016                                                  | الثاني في تصنيف أفضل شاب                         |
| 05 يونيو 2016  | 2016 Peace Race U23                                                   | الثاني في التصنيف العام، الثاني في تصنيف النقاط  |
| 19 يونيو 2016  | طواف باي دو سافوا 2016                                                |                                                  |
| 23 يونيو 2016  | سباق الطريق ضد الساعة للرجال تحت 23 سنة في بطولة المملكة المتحدة 2016 |                                                  |
| 26 يونيو 2016  | سباق الطريق للرجال تحت 23 سنة في بطولة المملكة المتحدة 2016           | الفائز في التصنيف العام                          |
| 25 أكتوبر 2020 | طواف إيطاليا 2020                                                     | الفائز في التصنيف العام                          |
| 21 أبريل 2023  | جيرو ديل ترينتينو 2023                                                | الفائز في التصنيف العام                          |

## روابط خارجية
- تاو غايغن هارت على موقع الاتحاد الدولي للدراجات (الإنجليزية)
- تاو غايغن هارت على موقع أرشيف الدراجات (الإنجليزية)
- تاو غايغن هارت على موقع إحصائيات الدراجات الإحترافية (الإنجليزية)
- تاو غايغن هارت على موقع نسبة الدراجات (الإنجليزية)
- تاو غايغن هارت على موقع CycleBase (الإنجليزية)
- تاو غايغن هارت على موقع اللجنة الأولمبية الدولية (الإنجليزية)
- تاو غايغن هارت على موقع أوليمبيديا (الإنجليزية)
- تاو غايغن هارت على موقع اللجنة الأولمبية البريطانية (الإنجليزية)